# Katrin Olsen
Katrin Olsen (født 5. januar 1978 i Tórshavn) er en færøsk roer som internationalt repræsenterer Danmark. Hun deltager i letvægtsklassen. Hun dyrker også på med redskabsgymnastik. Hun har tidligere rodet sammen med Katrin Rubek Nielsen. Olsen er uddannet cand.med., og bor i Lyngby udenfor København.
Olsen kom på andrepladsen i verdenscupen i roning 2006 i Poznań, Polen.